# Tianzhuang
Tianzhuang (kinesiska: 田庄, 田庄乡) är en socken i Kina. Den ligger i provinsen Henan, i den centrala delen av landet, omkring 210 kilometer söder om provinshuvudstaden Zhengzhou. Antalet invånare är 36292. Befolkningen består av 17 752 kvinnor och 18 540 män. Barn under 15 år utgör 19,0 %, vuxna 15-64 år 70 %, och äldre över 65 år 10,0 %.
Genomsnittlig årsnederbörd är 1 010 millimeter. Den regnigaste månaden är augusti, med i genomsnitt 197 mm nederbörd, och den torraste är januari, med 12 mm nederbörd.